# Công tố Tập đoàn quân
Công tố Tập đoàn quân (tiếng Nga: Армвоенюрист là một cấp bậc quân sự đặc biệt của ngạch sĩ quan tư pháp quân sự cao nhất của Hồng quân. Nó là từ viết tắt của thuật ngữ "Công tố quân sự cấp Tập đoàn quân" (армейский военный юрист).

## Lịch sử
Cấp bậc này được thành lập theo Nghị định của Ủy ban Chấp hành Trung ương Liên Xô và Hội đồng Dân ủy Liên Xô từ ngày 22 tháng 9 năm 1935 "Về việc thành lập các cấp bậc quân sự cá nhân của các sĩ quan chỉ huy của Hồng quân". Đây là cấp bậc cao cấp nhất của ngạch tư pháp quân sự, tương đương với cấp bậc Tư lệnh Tập đoàn quân bậc 2, được trao bởi các quyết định của Ủy ban Chấp hành Trung ương Liên Xô và Hội đồng Dân ủy Liên Xô. Cấp bậc này đã bị hủy bỏ vào năm 1943, khi các sĩ quan công tố quân sự được chuyển đổi sang hệ thống quân hàm, được bổ sung thêm hậu tố "tư pháp" phía sau cấp bậc.

## Cấp hiệu
Cấp hiệu của Công tố Tập đoàn quân gồm bốn "hình thoi" và phía trên là phù hiệu của ngành tư pháp quân đội, gồm một tấm khiên vàng với những thanh kiếm vắt chéo trong các tab cổ áo.

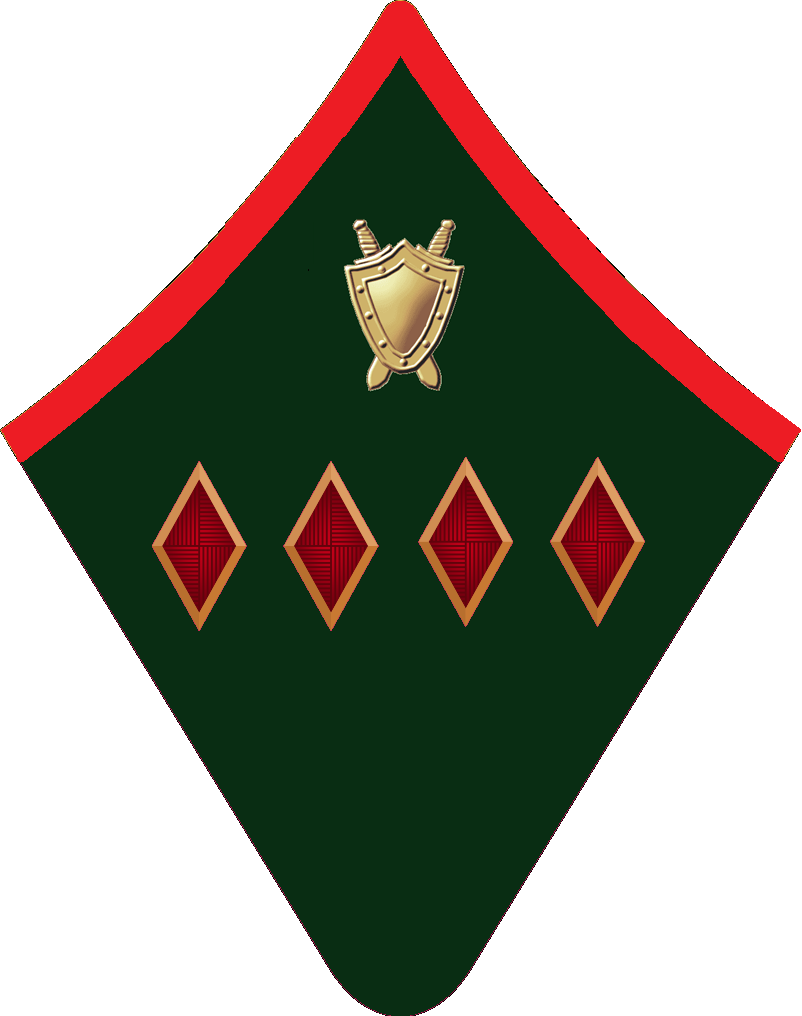
Cấp hiệu áo khoác (Hồng quân)
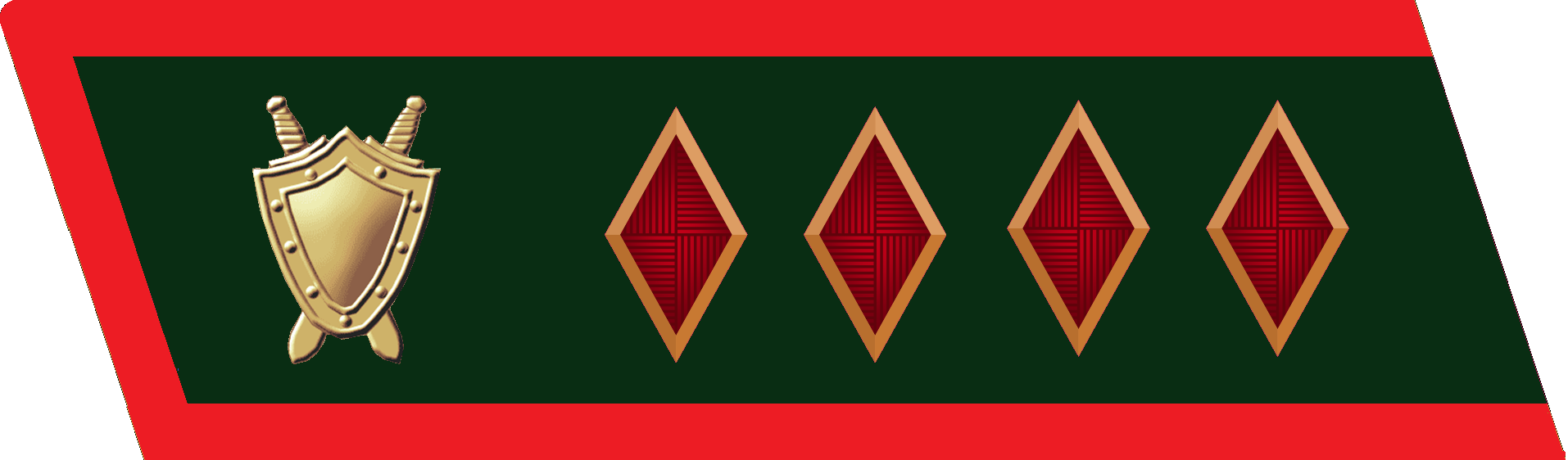
Cấp hiệu áo trong (Hồng quân)
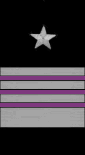
Cấp hiệu tay áo (Hải quân)

## Danh sách
Trong suốt lịch sử tồn tại của nó, cấp bậc này đã được trao cho hai quân nhân:
20/22/1935
- Vasily Vasilyevich Ulrich (1889-1951)[1]. Chánh án Tòa án quân sự thuộc Tòa án tối cao Liên Xô. Tháng 3 năm 1943, được phong quân hàm Thượng tướng Tư pháp

22/2/1938
- Naum Savelyevich Rozovsky (1898-1942), Trưởng công tố viên quân sự Liên Xô. Bị đàn áp vào năm 1941, chết trong trại cải tạo.